# Brood XI
Brood XI (Brood 11) ist eine vermutlich ausgestorbene Population der „Periodischen Zikaden“ (Magicicada) im Osten der USA. Anfang des 20. Jahrhunderts hatte der Entomologe Charles Lester Marlatt 30 verschiedene Populationen ausgemacht, von denen im Laufe der Jahre ca. 15 auch bestätigt werden konnten. Brood XI war eine der kleinsten Populationen, die zudem ausschließlich aus Zikaden der Magicicada septendecim bestand. Sie trat nur im Gebiet von Connecticut, Massachusetts und Rhode Island auf und lag damit am nördlichen Rand des Verbreitungsgebiets. Brood XI wurde seit 1954 nicht mehr beobachtet und gilt heute als ausgestorben.

## Alte Berichte
Das Massenauftreten der Zikaden wurde in der Geschichte in sehr zerstreuten Arealen in den nordöstlichen Vereinigten Staaten beschrieben. Die Aufzeichnungen gehen zurück bis ins 18. Jahrhundert. Ein frühes Beispiel findet sich in Sandwich (Massachusetts). E. C. Herrick sah sie in den Wäldern von Tolland County 1835 „swarming“.
Schon am Ende des 19. Jahrhunderts waren die Sichtungen selten geworden. Der Entomologe George Dimmock verzeichnete eine große Anzahl an Tieren in Suffield (Connecticut) 1869 und fing ein Exemplar, fand siebzehn Jahre später aber keine Tiere mehr, als er danach suchte. Ähnlich ging es Alpheus Spring Packard, der 1903 an drei Stellen in Rhode Island, unter anderem an einer Stelle in Coventry in der Nähe des südwestlichen Endes des Tiogue Reservoir, Tiere sammelte, wo sie „die Busch-Eiche auf dem Gebiet einer achtel Meile“ bedeckten, 1920 fand sich jedoch kein einziges Exemplar. Schon in 1920ern ließen die fehlenden Beobachtungen vermuten, dass die Population erloschen war.

## Auftreten 1937
Zum großen Erstaunen der Entomologen wurde Brood XI 1937 wiederentdeckt. Jerauld A. Manter von der University of Connecticut wurde am 7. Juni 1937 mitgeteilt, dass Periodical Cicadas in der Nähe von Willington entdeckt worden seien. Als er das Gebiet besuchte, fand er eine „lebhafte Kolonie“ (thriving colony) auf Weideland der Farm eines Mr. John Blahusiak. Manter zeichnete auch Berichte von Zikaden in der Gegend von 1903 und 1920 auf und schätzte die Ausdehnung der Kolonie auf ca. 10 acres (3,5 ha), mit „vielen tausenden, die an den Bäumen hingen“ (many thousands clinging to the trees). Er schrieb jedoch, dass es keine weiteren Berichte gebe und dass daher die Kolonie wahrscheinlich der letzte Überrest von Brood XI sei.

## Auftreten 1954
Die letzte Sichtung der Population wurde noch einmal von Manter aufgezeichnet, der das Gebiet 1954 erneut aufsuchte. Zikaden wurden ab dem 10. Juni beobachtet, aber „ihre Zahl kam nie an die von 1937 heran“ (at no time did their numbers approach those of 1937). Eine spätere Kontrolle im Sommer ergab keine Hinweise auf Eiablagen oder welkende Zweige als Folge davon, wodurch vorauszusehen war, dass die Zikaden am Aussterben waren. 1971 wurde an der Stelle eine Suche veranstaltet, die aber keine Sichtungen ergab und auch seither gab es keine weiteren Sichtungen. Habitatverlust und Umwelteinflüsse, die das Randgebiet des Verbreitungsgebietes besonders stark treffen, könnten zur Ausrottung der Population geführt haben.